# Eleanor Shelley-Rolls
Eleanor Georgiana Shelley-Rolls (Mayfair, 9 de octubre de 1872 - 15 de septiembre de 1961) era una activista británica, que fue una de las signatarias originales de los documentos fundacionales de la Women's Engineering Society. Era aficionada a los globos aerostáticos.

## Biografía
Rolls nació en Mayfair, Londres en 1872. Ella era la hija de John Allan Rolls, primer barón Llangattock y Georgiana Marcia Maclean. Sus tres hermanos, Charles Rolls, John Maclean Rolls y Henry Allan Rolls fallecieron antes que ella, muriendo sin descendencia, por lo que heredó la finca familiar The Hendre, cerca de Monmouth.

## Carrera profesional
Rolls se casó con John Courtown Edward Shelley en 1898, ambos cambiaron su apellido legalmente a Shelley-Rolls en 1917 cuando ella heredó la propiedad familiar en The Hendre tras la muerte de su hermano John, segundo barón de Llangattock en 1916. Antes de la Primera Guerra Mundial, ella y su esposo volaron en globos aerostáticos, a menudo compartiendo un vuelo con May Assheton Harbord, la primera mujer en poseer un Certificado de Aeronauta en el Reino Unido, en uno de los primeros zepelines y en un tipo de avión temprano en los años anteriores a la guerra.
El 23 de junio de 1919, se convirtió en una de las siete firmantes del Memorando de Asociación para la formación de la Women's Engineering Society junto a Rachel Parsons; Lady Katharine Parsons ; Janetta Mary Ornsby; Margaret Dorothea Rowbotham; Margaret, Lady Moir y Laura Annie Willson. Con Margaret Partridge, Shelley-Rolls solicitó apoyo para la electrificación de Gran Bretaña. Asistió a la primera reunión estatutaria de la Women's Engineering Society en 1920. Permaneció en el Consejo Asesor de la Sociedad de Ingeniería de Mujeres, fue parte de la Conferencia de Mujeres de 1925 de la Sociedad de Ingeniería de Mujeres. Actuó como representante de la Women's Engineering Society en la junta de la Electrical Association for Women. Fue miembro de la Co-asociación Industrial del Consejo, miembro de la Liga Aérea y la Liga Ejecutiva del Imperio. También fue presidenta de Women's Pioneer Housing y directora escolar.
Estudió y escribió sobre la historia del automovilismo y más tarde se dedicó a la cría de ganado negro galés.
En 1920, fundó Atlanta Co Ltd, Loughborough, con Katharine Parsons. Atlanta Co Ltd solo empleaba a mujeres, incluida Annette Ashberry. Ella era la principal beneficiaria del patrimonio de £ 1,1 millones del barón Llangattock. Murió el 15 de septiembre de 1961.